# Championnats d'Europe de pentathlon moderne 2016
Navigation
Championnats d'Europe 2015 Championnats d'Europe 2017
Les championnats d'Europe de pentathlon moderne 2015 se tiennent à Sofia en Bulgarie.

## Podiums

### Hommes
| Épreuves    | Or                                                             | Or       | Argent                                                   | Argent   | Bronze                                                       | Bronze   |
| ----------- | -------------------------------------------------------------- | -------- | -------------------------------------------------------- | -------- | ------------------------------------------------------------ | -------- |
| Individuel  | Jan Kuf                                                        | 1451 pts | Róbert Kasza                                             | 1450 pts | Riccardo De Luca                                             | 1437 pts |
| Par équipes | Italie - Riccardo De Luca - Pierpaolo Petroni - Fabio Poddighe | 4282 pts | France - Simon Casse - Gauthier Romani - Valentin Belaud | 4194 pts | Allemagne - Fabian Liebig - Alexander Nobis - Stefan Kollner | 4019 pts |
| Relais      | Russie - Aleksander Lesun - Aleksander Savkin                  | 1511 pts | Tchéquie - Ondřej Polívka - Martin Bilko                 | 1491 pts | Pologne - Sebastian Stasiak - Jaroslaw Swiderski             | 1490 pts |

### Femmes
| Épreuves    | Or                                                                           | Or       | Argent                                                    | Argent   | Bronze                                                          | Bronze   |
| ----------- | ---------------------------------------------------------------------------- | -------- | --------------------------------------------------------- | -------- | --------------------------------------------------------------- | -------- |
| Individuel  | Laura Asadauskaitė                                                           | 1368 pts | Gulnaz Gubaydullina                                       | 1350 pts | İlke Özyüksel                                                   | 1327 pts |
| Par équipes | Lituanie - Laura Asadauskaitė - Gintare Venckauskaitė - Karolina Guzauskaitė | 3915 pts | Royaume-Uni - Samantha Murray - Joanna Muir - Kate French | 3887 pts | Russie - Hanna Buriak - Gulnaz Gubaydullina - Anastasia Petrova | 3885 pts |
| Relais      | Biélorussie - Katsiaryna Arol - Iryna Prasiantsova                           | 1377 pts | Allemagne - Ronja Steinborn - Janine Kohlmann             | 1364 pts | Hongrie - Tamara Aleksejev - Alexandra Boros                    | 1348 pts |

### Mixtes
| Épreuves | Or                                  | Or       | Argent                                      | Argent   | Bronze                                       | Bronze   |
| -------- | ----------------------------------- | -------- | ------------------------------------------- | -------- | -------------------------------------------- | -------- |
| Relais   | Tchéquie- Jan Kuf - Natalie Dianová | 1432 pts | Russie- Donata Rimšaitė - Aleksander Savkin | 1424 pts | Italie- Auro Franceschini - Lavinia Bonessio | 1409 pts |

## Tableau des médailles
| Rang  | Nation      | Or | Argent | Bronze | Total |
| ----- | ----------- | -- | ------ | ------ | ----- |
| 1     | Tchéquie    | 2  | 1      | 0      | 3     |
| 2     | Lituanie    | 2  | 0      | 0      | 2     |
| 3     | Russie      | 1  | 2      | 1      | 4     |
| 4     | Italie      | 1  | 0      | 1      | 2     |
| 5     | Biélorussie | 1  | 0      | 0      | 1     |
| 6     | Allemagne   | 0  | 1      | 1      | 2     |
| 6     | Hongrie     | 0  | 1      | 1      | 2     |
| 8     | France      | 0  | 1      | 0      | 1     |
| 8     | Royaume-Uni | 0  | 1      | 0      | 1     |
| 10    | Pologne     | 0  | 0      | 1      | 1     |
| 10    | Turquie     | 0  | 0      | 1      | 1     |
| Total | Total       | 7  | 7      | 7      | 21    |